# Colinus
Colinus (Goldfuss, 1820) è un genere di uccelli della famiglia Odontophoridae. Tutte le specie rappresentate in questo genere hanno un aspetto e una colorazione molto simile.

## Tassonomia
All'interno del genere Colinus sono inserite le seguenti quattro specie:
- Colinus virginianus (Linnaeus, 1758) -  colino della Virginia
- Colinus nigrogularis (Gould, 1843) -  colino golanera
- Colinus leucopogon (Lesson, 1842) - colino macchiato
- Colinus cristatus (Linnaeus, 1766) -  colino crestato